# گوگل ارث
گوگل ارث (به انگلیسی: Google Earth)، برنامه‌ای است برای دریافت و مشاهدهٔ اطلاعات جغرافیاییِ جهان که توسط شرکت کی‌هول ساخته شده‌است و نقشهٔ ۳بعدیِ زمین نیز نامیده می‌شود. نقشه‌های این برنامه با کنار هم قرار دادن تصاویر انتخاب‌شده از تصاویر ماهواره‌ای و عکس‌برداری هوایی و سامانهٔ اطلاعات مکانی ۳بعدیِ جهان به‌دست می‌آید.
با گوگل ارث به راحتی می‌توانید بدون حضور در مکان‌های مختلف زمین، تجربه‌ای مجازی از سفر و دیدن داشته باشید. گوگل ارث به ما کمک می کند تا سیاره زیبای خود را از دریچه ماهواره ها ببینیم. با گوگل ارث می توانید نقشه‌ها، پستی و بلندی‌ها، و ساختمان‌های سه‌بعدی، کهکشان‌ها و ژرفای اقیانوس‌ها را مشاهده نمود. از دیگر امکانات این برنامه، جستجوی هتل‌ها، رستوران‌ها و دیگر اماکن مختلف است. طبق اعلام گوگل در حال حاضر ۹۸ درصد از سطح زمین تحت پوشش این نرم‌افزار قرار گرفته و همچنین بیش از ۱۰ میلیون مایل از نمای خیابان در این نرم‌افزار ثبت شده‌است.

## نسخه‌ها
گوگل ارت برای سیستم عامل ویندوز، مک‌اواس، آی‌اواس لینوکس و اندروید در دسترس است.
- Free - نسخهٔ رایگان: مشاهده و کاوش زمین، تصاویر ماهواره‌ای، نقشه‌ها، پستی و بلندی‌ها، تصاویر سه‌بعدیِ ساختمان‌ها، کهکشان‌ها، اقیانوس‌ها و نیز امکان ذخیره‌کردن و به‌اشتراک‌گذاری.
- Pro - نسخهٔ حرفه‌ای: این نسخه در ابتدا فقط با پرداخت هزینهٔ سالیانه قابل استفاده بود اما در سال ۲۰۱۵ این نسخه نیز رایگان اعلام گردید.[۲] ابزارهای حرفه‌ایِ اضافی این نسخه عبارت‌اند از:
  - ساخت فیلم؛
  - اندازه‌گیری‌های سه‌بعدی از ارتفاعات، مناطق و مناظر طبیعی؛
  - چاپ تصاویر با وضوح بالا؛
  - افزودن بُردارهای بزرگ و فایل‌های تصویری؛
  - نقشه‌برداری.
- Enterprise: برای سازمان‌هایی که مقادیر بزرگ داده‌های زمین فضا دارند و به‌کمک آن قادر خواهند بود تا جهانی را با استفاده از تصورات و تصاویر هوایی و داده‌های خود بسازند. این نسخه دارای امکانات زیر است:
  - تهیهٔ نقشهٔ سفارشی و تزیین جاده‌ها براساس تصورات ذهنی و داده‌های شخصی؛
  - ساخت سریع برنامه‌های نقشه‌برداری برای کاربران شخصی با استفاده از ترابایت‌های داده‌های تصویری، پستی و بلندی‌ها و بُردارها؛
  - دسترسی به نقاط مختلف لایه‌های موردعلاقه و محفوظ نگه‌داشتن داده‌ها.

این نسخه در سال ۲۰۱۵ بازنشسته اعلام شد و در سال ۲۰۱۷ نیز پشتیبانی گوگل از این نسخه به پایان رسید.

## امکانات

### روند تغییرات اقلیمی
گوگل ارث، نقشه سه بعدی نقاط مختلف جهان، برای نشان دادن پیامد تغییرات اقلیمی زمین بر لایه‌های یخبندان، سواحل و سایر نقاط جهان مجموعه ویدئوهای جدیدی را به خدمات خود می‌افزاید که حاصل جمع‌آوری و ویراستاری تصاویر ماهواره‌ای چهار دهه اخیر است. این ابزار جدید که روز پنجشنبه ۲۶ فروردین ۱۴۰۰ راه‌اندازی شد مهم‌ترین نوآوری و به روز شدن گوگل ارث طی پنج سال اخیر است.

### دیگر
- مشاهده و دریافت اطلاعات در مورد جاده‌ها و مسیرهای حمل‌ونقل عمومی؛
- مشاهده و ساخت و به‌اشتراک‌گذاری مدل‌های سه‌بعدیِ ساختمان‌ها، کوه‌ها، فواره‌ها، پل‌ها، برج‌ها، موزه‌ها، منازل و بسیاری از مناظر دیگر به‌علاوهٔ دریافت اطلاعات بیشتر دربارهٔ موقعیت این مکان‌ها؛
- تماشا و کاوش سه‌بعدیِ جنگل‌های سرتاسر جهان، آشنایی با بیش از ۵۰ گونهٔ مختلف از درختان در پارک‌ها، محلات و جنگل‌های دوردست؛
- سفر به گذشته و بازدید از بناهای قدیمی و مشاهدهٔ تغییرات زمین، مانند گسترش شهرها، آب‌شدن یخچال‌های قطبی، فرسایش ساحل‌ها و غیره با استفاده از تصاویر تاریخی؛
- سفر به روم باستان؛
- آگاهی از تغییرات آب‌وهوا و جانداران در معرض نابودی؛
- گشت‌وگذار در اقیانوس‌ها و بستر دریاها و نقاط موج‌سواری، بازدید از کشتی‌های غرق‌شده‌ای چون تایتانیک و سفر به ماریانا ژرف‌ترین درازگودال اقیانوس‌های جهان با استفاده از اطلاعات انجمن جغرافیایی ملی و بی‌بی‌سی و دیگران؛
- مشاهدهٔ مدل‌های سه‌بعدی از سفینه‌های فرودآمده روی ماه، عکس‌های ۳۶۰ درجه از گام‌های فضانوردان، مأموریت‌های آپولو
- سفر به مریخ و مشاهدهٔ تصاویر گرفته‌شده توسط ناسا و مدل‌های سیار سه‌بعدی و پانوراماهای ۳۶۰ درجه؛
- کاوش آسمان و صور فلکی، زوم روی کهکشان‌های دوردست، آشنایی با پادکست‌های ستاره‌شناسی؛
- قابلیت ضبط دیده‌ها در این سفر مجازی و صداگذاری آن و سهیم‌کردن دیگران با آن؛
- به اشتراک‌گذاری مکان‌های مورد علاقه و تصاویر و فیلم

## تحریف نام خلیج فارس
گوگل ارث در کنار نام خلیج فارس از عبارت خلیج عربی استفاده کرده است.کاربران گوگل در صورت بزرگنمایی نقشه در منطقه خلیج فارس، به وضوح متوجه می‌شوند که این سرویس گوگل، نام خلیج عربی را در کنار نام خلیج فارس قرار داده است.
این کار توسط کاربران ایرانی محکوم شده است و در اپ استور و گوگل پلی نیز به دلیل این کار،امتیاز این برنامه بسیار پایین آمده است.